# Хальфин, Моисей Яковлевич
Моисей Яковлевич Хальфин (29 июля (11 августа) 1907, Полтава — 1990, Ленинград) — советский пианист, профессор Санкт-Петербургской консерватории имени Н. А. Римского-Корсакова. Муж музыкального педагога Лии Ильиничны Зелихман.

## Биография
Ученик, а затем ассистент знаменитого профессора Санкт-Петербургской консерватории С. И. Савшинского.
Лауреат первой премии всеукраинского конкурса пианистов (1930), лауреат второй премии всесоюзного конкурса музыкантов исполнителей в 1933 году, на котором первую премию получил Эмиль Григорьевич Гилельс.
В 1940 году становится доцентом Ленинградской консерватории, а с 1947 года — профессором.
Вел активную концертную деятельность. Выступал в качестве солиста, ансамблиста, а также с симфоническим оркестром.
Выступал в ансамбле с такими музыкантами, как профессор Юлий Ильич Эйдлин, профессор Михаил Григорьевич Симкин, профессор Эммануил Григорьевич Фишман.
На протяжении многих лет был первым исполнителем многих произведений ленинградских композиторов.
Награждён Почётной грамотой Президиума Верховного Совета СССР.
Награждён медалью За оборону Ленинграда и медалью За доблестный труд.

## Ученики
У М. Я. Хальфина учились:
- Григорий Соколов — пианист, народный артист РСФСР, лауреат первой премии Международного конкурса им. П. И. Чайковского, профессор Санкт Петербургской консерватории.
- Ихарев, Александр Иванович — пианист, дипломант первого Международного конкурса им. П. И. Чайковского, профессор Ленинградской консерватории.
- Кристиан Блэкшоу[англ.] — английский пианист, лауреат международных конкурсов (в Неаполе, конкурс им. Вана Клиберна, конкурс им. Чайковского и др.)
- Печерская, Лидия Сергеевна — пианистка, солистка камерного ансамбля, доцент кафедры камерного ансамбля Ленинградской консерватории, многолетний концертмейстер Бориса Гутникова и Даниила Шафрана.
- Золотарёв, Марк Абрамович, лауреат всероссийского конкурса, доцент Ленинградской консерватории. Был единственным ассистентом Моисея Яковлевича Хальфина. В настоящее время проживает и преподаёт в Кёльне, Германия
- Шендерович, Евгений Михайлович — Заслуженный артист России, профессор Московской консерватории, концертмейстер, композитор, педагог. Он аккомпанировал таким певцам как Елена Образцова, Бэла Руденко, Евгений Нестеренко, Мария Биешу, Алибек Днишев.
- Воронина, Татьяна Александровна — профессор Санкт Петербургской консерватории, Заслуженный деятель искусств Российской Федерации
- Михайлов, Иван Дмитриевич — проф. кафедры камерного ансамбля Санкт-Петербургской консерватории, концертмейстер.
- Павел Гилилов — пианист, лауреат международного конкурса им. Шопена в Варшаве, профессор Высшей школы музыки в Кёльне.
- Эйсмонт, Надежда Михайловна — доцент кафедры специального фортепиано Санкт-Петербургской консерватории.
- Мальцев, Сергей Михайлович — доктор искусствоведения, профессор Санкт-Петербургской консерватории, Заслуженный деятель искусств РФ.
- Ирина Кугучёва — зав. кафедрой Ленинградской консерватории, доцент.
- Левицкая, Наталья Матвеевна — доцент Высшей школы музыки в Нюрнберге.
- Поляков, Владимир Викторович — пианист, Заслуженный артист России, доцент кафедры специального фортепиано Санкт-Петербургской консерватории.
- Шраго, Татьяна Самойловна — пианистка, концертмейстер и педагог. Ныне живёт в Бостоне
- Родионова Светлана Михайловна — пианистка. В настоящее время проживает в городе Стейт Колледж, США.
- Гаянэ Чеботарян